# 大台町
大台町（おおだいちょう）は、三重県多気郡にある町。町全域が国際連合教育科学文化機関の生物圏保護区（ユネスコエコパーク）「大台ケ原・大峯山・大杉谷」の一部として登録されている。

## 地理
三重県庁は大台町を中勢（三重県北中部）に区分しているが、気象予報、警報・注意報の発表区分は「三重県全域 > 三重県南部 > 紀勢・東紀州 > 大台町」となっている。
- 河川：宮川、大内山川
- 湖沼：宮川貯水池（宮川ダム）、奥伊勢湖（三瀬谷ダム）
- 山脈：台高山脈

大台町の行政・経済の中心部は宮川と大内山川の合流地点である佐原で、交通拠点・木材の集散地として発達した。
- 大ヶ所地区は、隣接している大紀町役場のほうが近い。[4]

### 地区
旧大台町地区
- 川添地区 - 千代、柳原、新田、栃原、神瀬、下楠、上楠、粟生、高奈
- 三瀬谷地区 - 長ケ、下三瀬、上三瀬、佐原、弥起井、上菅、菅合、大ヶ所

旧宮川村地区
- 荻原地区 - 菅木屋、清滝、下真手、上真手、本田木屋、小切畑、江馬、天ケ瀬、栗谷、薗、茂原、熊内
- 領内地区 - 明豆、御棟、唐櫃、小滝、南、神滝、大井、滝谷
- 大杉谷地区 - 岩井、桧原、久豆、大杉

### 隣接している自治体
- 松阪市
- 多気郡多気町
- 度会郡大紀町、度会町
- 北牟婁郡紀北町
- 奈良県吉野郡川上村、上北山村

## 歴史
- 1956年（昭和31年）9月30日 - 多気郡三瀬谷町・川添村が新設合併して大台町が発足。
- 2006年（平成18年）1月10日 - 多気郡宮川村と新設合併し、改めて大台町が発足。これにより三重県から村が消滅した。
- 2016年（平成28年）3月 - 町域全体が生物圏保護区（ユネスコエコパーク）に登録される[2]。

## 人口
| |                                        |  |
| 大台町と全国の年齢別人口分布（2005年） | 大台町の年齢・男女別人口分布（2005年） |  |
| ■紫色 ― 大台町 ■緑色 ― 日本全国 | ■青色 ― 男性 ■赤色 ― 女性              |  |
| 大台町（に相当する地域）の人口の推移 \| 1970年（昭和45年） \| 13,754人 \| \| \| 1975年（昭和50年） \| 13,383人 \| \| \| 1980年（昭和55年） \| 13,172人 \| \| \| 1985年（昭和60年） \| 12,982人 \| \| \| 1990年（平成2年） \| 12,144人 \| \| \| 1995年（平成7年） \| 11,758人 \| \| \| 2000年（平成12年） \| 11,399人 \| \| \| 2005年（平成17年） \| 11,099人 \| \| \| 2010年（平成22年） \| 10,416人 \| \| \| 2015年（平成27年） \| 9,557人 \| \| \| 2020年（令和2年） \| 8,668人 \| \| |                                        |  |
| 総務省統計局 国勢調査より |                                        |  |
| 1970年（昭和45年） | 13,754人                               |  |
| 1975年（昭和50年） | 13,383人                               |  |
| 1980年（昭和55年） | 13,172人                               |  |
| 1985年（昭和60年） | 12,982人                               |  |
| 1990年（平成2年） | 12,144人                               |  |
| 1995年（平成7年） | 11,758人                               |  |
| 2000年（平成12年） | 11,399人                               |  |
| 2005年（平成17年） | 11,099人                               |  |
| 2010年（平成22年） | 10,416人                               |  |
| 2015年（平成27年） | 9,557人                                |  |
| 2020年（令和2年） | 8,668人                                |  |

## 行政
- 町長：大森正信（2018年2月12日 - ）[5]
- 町議会：議員定数11名（2018年1月町議選より定数13名から2名減[5]。2006年2月の選挙のみ旧大台町と旧宮川村に選挙区を分けて実施[6]）

歴代町長
- 尾上武義（2006年 - 2018年2月11日）[7][8]

※衆議院議員選挙の選挙区は「三重県第4区」、三重県議会議員選挙の選挙区は「多気郡選挙区」（定数：2）。

## 産業
伊勢茶（大台茶）栽培地のひとつ。江戸時代以来高品質で知られ、1975年（昭和50年）には「皇室献上茶」に指定された。宮川流域は河岸段丘が発達し水はけのよい段丘面や丘陵地が広がり、肥沃な黒ボク土に恵まれ、霧・靄（もや）の発生する山間地であることが茶栽培の利点となっている。特に栃原地区で栽培が盛んである。
山間部であるため山菜が多く採れ、1972年（昭和47年）に過疎地域農村パイロット事業として加工場を建設して生産振興を図っている。生産量の8割が山ブキで、ワラビ・ゼンマイ・タケノコ・イタドリなども産し、三重県内を中心に京阪神にも出荷される。
2010年（平成22年）より町当局がユズ栽培を奨励し、2019年（平成31年）3月に地域ブランド「奥伊勢ゆず」を立ち上げた。同年の出荷量は15トンで、町内には1,870本のユズの木がある。

## 教育

### 高等学校
- 三重県立昴学園高等学校

かつては三重県立宮川高等学校が存在したが、2010年度より生徒募集を停止、2012年3月限りで閉校。多気町の三重県立相可高等学校と合併統合された。

### 中学校
- 大台町立大台中学校
- 大台町立宮川中学校

かつては大台町立協和中学校が存在したが、2015年3月限りで閉校。大台中学校へ統合された。

### 小学校
- 大台町立川添小学校
- 大台町立日進小学校
- 大台町立三瀬谷小学校
- 大台町立宮川小学校

### 図書館
- 大台町立図書館

## 郵便・金融
（2016年7月現在）
- 日本郵便株式会社
  - 大台郵便局 - 集配局。
  - 荻原郵便局 - 集配局。
  - 領内郵便局
  - 川添郵便局
  - 栃原郵便局
  - 大杉谷郵便局
  - 下真手簡易郵便局
  - 栗谷簡易郵便局
  - 大台長簡易郵便局
- ゆうちょ銀行
  - 名古屋支店　道の駅奥伊勢おおだい内出張所（佐原）（ATMのみ／ホリデーサービス実施）

この他大台・荻原・領内・栃原の各局にATMが設置されており（川添・大杉谷の各局には設置されていない）、荻原郵便局ではホリデーサービスを実施。
※大台町内の郵便番号は「519-24xx」（合併前からの大台町域＝大台郵便局の集配担当）「519-25xx」「519-26xx」（以上旧多気郡宮川村域＝荻原郵便局の集配担当）となっている。

## 交通

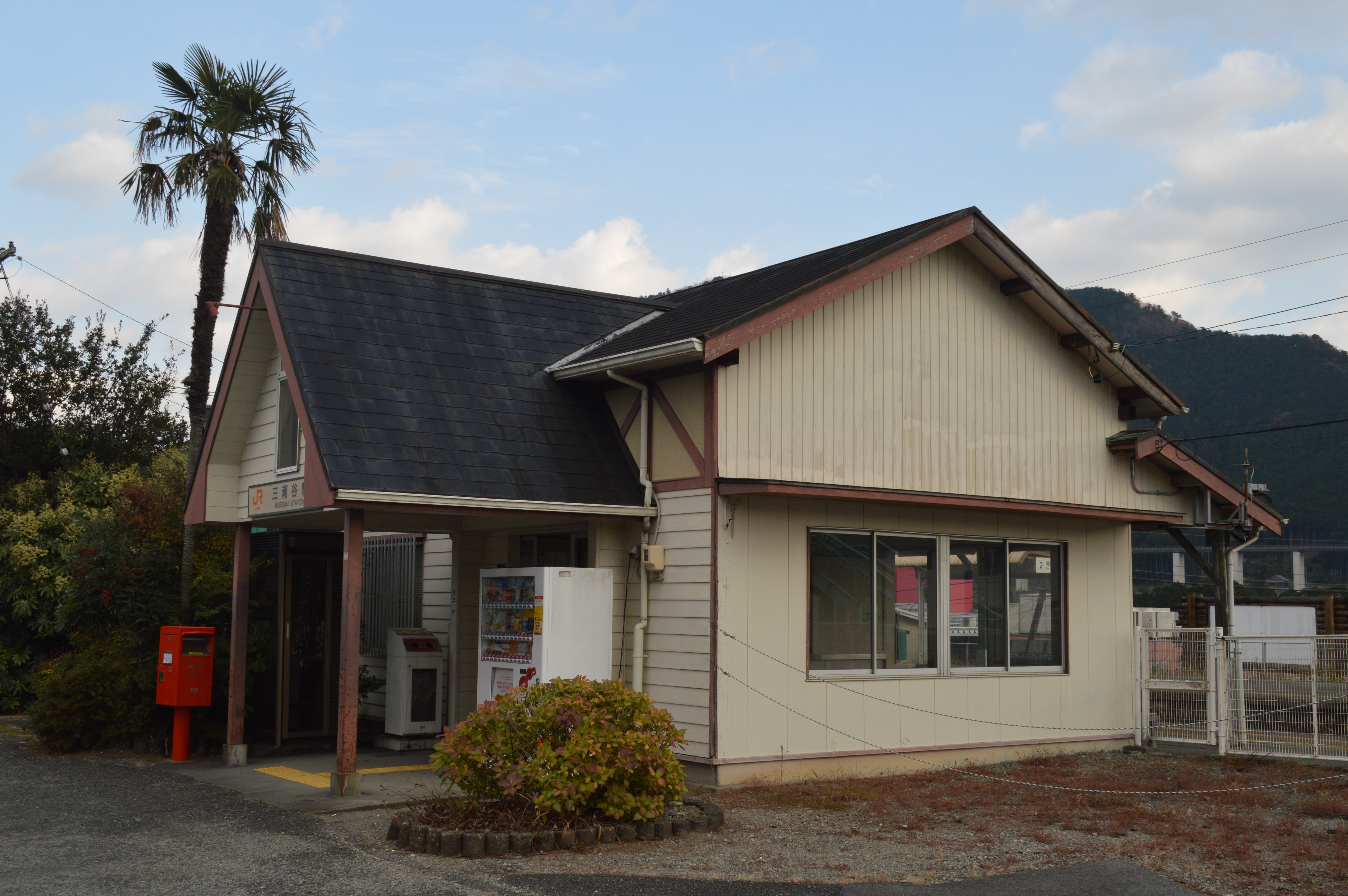
三瀬谷駅

### 鉄道
東海旅客鉄道（JR東海）
- 紀勢本線：栃原駅 - 川添駅 - 三瀬谷駅 - 滝原駅

2012年4月以降、町内の全ての駅が無人駅となっている。中心駅は特急が停車する三瀬谷駅。

### 路線バス

#### 高速バス
- 東京高速線： 大宮駅・池袋駅 - 栃原・大台町・勝浦温泉 （三重交通、西武観光バス） ※夜行

#### 一般路線バス
- 三重交通
  - 57系統： 松阪駅前 - 多気町 - 栃原 - 大台町（道の駅奥伊勢おおだい） 
    - 2025年3月までは松阪市から当町を経て熊野市まで運行する松阪熊野線があった。さらに古くは一般道経由で津市・松阪市から南紀（尾鷲市・熊野市・新宮市）方面への南紀特急バスも存在した。
- 大台町営バス

### 道路
- 高速道路
  - 紀勢自動車道
    - 大宮大台IC - 奥伊勢PA
- 一般国道
  - 国道42号
  - 国道422号

- 主要地方道
  - 三重県道31号大台宮川線
  - 三重県道38号伊勢大宮線
  - 三重県道46号南島大宮大台線
  - 三重県道53号大台ヶ原線

- 一般県道
  - 三重県道424号大宮宮川線
  - 三重県道535号栃原停車場線
  - 三重県道536号滝原停車場滝原線
  - 三重県道603号大杉谷海山線
  - 三重県道709号相鹿瀬大台線
  - 三重県道710号飯南三瀬谷停車場線
  - 三重県道711号新田野原線
  - 三重県道731号川合大宮線
  - 三重県道747号打見大台線
  - 三重県道770号高奈上三瀬線

## 名所・旧跡・観光スポット・祭事・催事

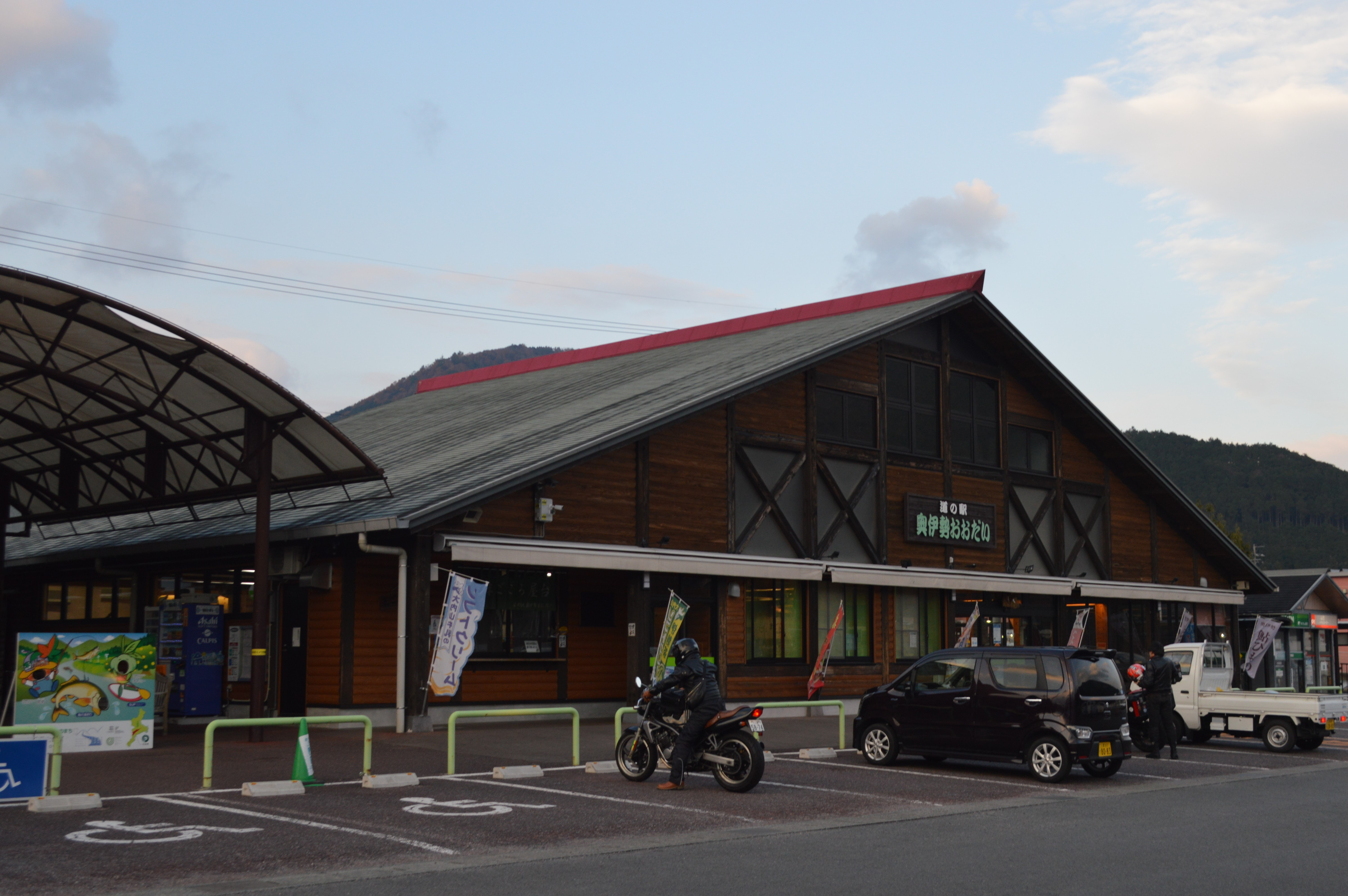
道の駅奥伊勢おおだい

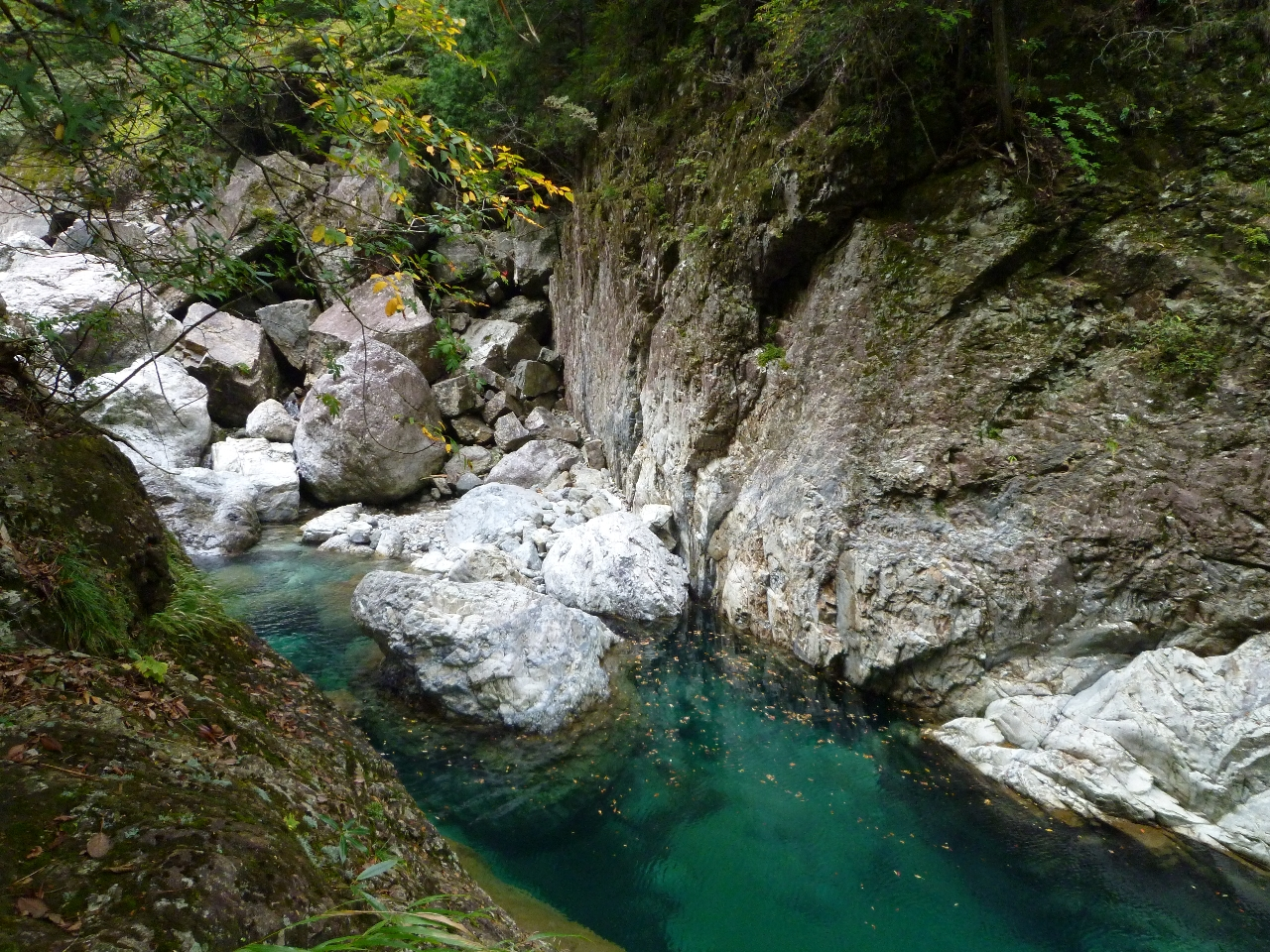
大杉谷の景観

### 名所・旧跡
- 川添神社
- 北畠具教三瀬館跡
- 柳原観音

### 景勝地
- 大台ヶ原
  - 大台ヶ原のブナの原生林（かおり風景100選）
- 大杉谷（日本三大渓谷）
  - 七ツ釜滝（日本の滝百選）
- 相津峠（初日の出・ヤマザクラの名所）

### 観光スポット
- 大台海洋センター
- こども王国
- 湿地観察園
- 奥伊勢フォレストピア

### 施設
- 道の駅奥伊勢おおだい - 大台町役場に隣接する国道42号の道の駅。
- 下村座 - かつて大台町にあった映画館。1960年（昭和35年）の飯南郡には5館の映画館があった[15]。
- 宮川劇場 - かつて大台町にあった映画館。